# Mlodyskiny
Mlodyskiny (bürgerlich Kacper Kityński; * 7. Februar 2000 in Nowy Sącz) ist ein polnischer Rapper und Songwriter.

## Leben und Karriere
Kacper begann 2016 mit der Veröffentlichung seiner ersten Werke unter dem Pseudonym downtheforest. Am 17. Dezember 2016 änderte er sein Pseudonym in Mlodyskiny. Seitdem hat er die Projekte „Reminiscencja“ und „17_lost_tapes“ im Jahr 2018, „Waste“ im Jahr 2019 und „EP Zęby“ im Jahr 2020 veröffentlicht. 2021 erreichte sein Studioalbum Chudy Platz 41 der OLiS-Charts. Seine beliebteste Song-DVD hat 11 Millionen auf YouTube und 8 Millionen Aufrufe auf Spotify erreicht.

## Diskografie
Studioalben
- 2019 – Waste
- 2021 – Chudy

EPs
- 2016 – Titiled EP
- 2020 – Zęby EP

Mixtape
- 2018 – Reminesencja
- 2018 – 17 Lost Tapes

Singles
- 2018 – Blask (feat. Lil Tadek)
- 2018 – DVD (feat. Schafter) (PL: ×2Doppelplatin )
- 2018 – God's Gift (feat. Pope Flamez)
- 2019 – XOXO
- 2019 – Who the F Is You
- 2019 – 992
- 2019 – Crystal Tears
- 2020 – Zioło i perfumy (feat. KirbLaGoop)
- 2020 – Równi i równiejsi
- 2021 – Hookah Freestyle
- 2021 – Co u ciebie słychać? (feat. Yung Adisz)
- 2021 – Taki sam
- 2021 – Latarynka (feat. Hewra, Młody Dron, Ozzy, Sami e Szamz)
- 2021 – 2 albo 5